# Luna 8
Luna 8, também conhecida como Luna E-6 No.12, foi a designação de uma sonda soviética do Programa Luna usando a plataforma E-6, com o objetivo de efetuar um pouso suave na Lua.
Depois de um lançamento bem sucedido em 4 de Outubro de 1965, ela acionou e desligou os retrofoguetes de forma prematura, e acabou colidindo com a Lua.

## O Lançamento
A Luna 8 foi lançada por um foguete Molniya-M (8K78M) as 10:46:14 UTC de 3 de Dezembro de 1965, a partir da plataforma 31/6 do Cosmódromo de Baikonur. Depois de um lançamento bem sucedido e de ter atingido uma órbita de espera de 167 por 182 km, o estágio superior do foguete, um Bloco-L, reiniciou e ela foi colocada em trajetória de injeção translunar.

## A Falha
Depois de efetuar uma correção de curso bem sucedida em 4 de Dezembro, imediatamente antes do planejado acionamento dos retrofoguetes na aproximação lunar, o sistema de bolsas infláveis que deveria cobrir a esfera no topo da espaçonave falhou, e a liberação de ar resultante, fez com que a espaçonave passasse a girar sobre o próprio eixo. O controle foi retomado, mas quando os retrofoguetes foram acionados novamente, ela voltou a ficar instável. Com isso, sistemas de segurança automáticos, cortaram os retrofoguetes. Isso fez com que a Luna 8 atingisse a superfície lunar em alta velocidade as 21:51:30 UTC de 6 de Dezembro de 1965, a Oeste da cratera Kepler na região Sudoeste do Oceanus Procellarum.

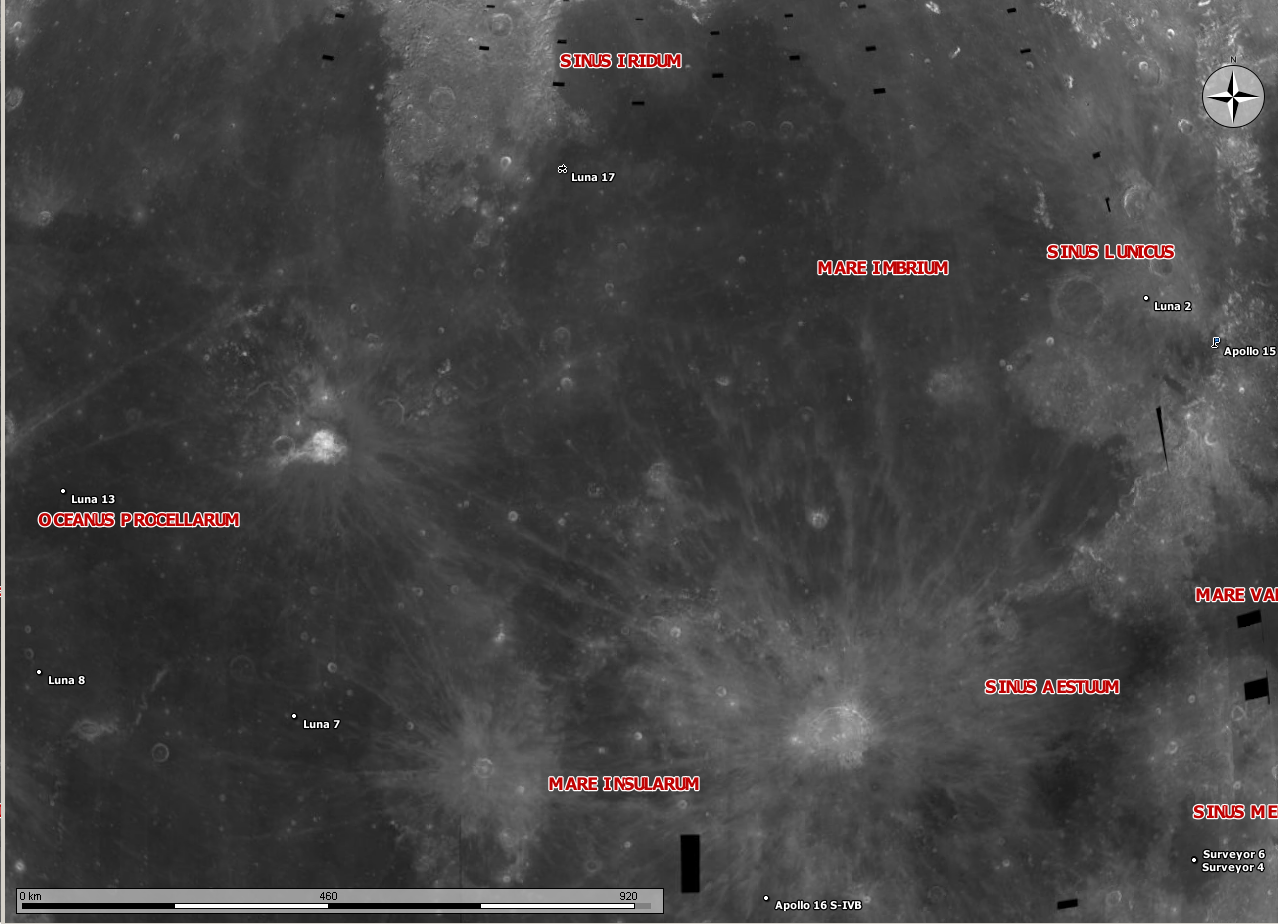
Localização do ponto de impacto da Luna 7 (abaixo do Oceanus Procellarum na extrema esquerda).